# Nati nel 1958/Luglio
| Questa pagina contiene informazioni ricavate automaticamente dalle voci biografiche con l'ausilio del template Bio e di un bot. L'aggiornamento è periodico e automatico e ricostruisce completamente la pagina. Se manca una persona in questa lista, sei pregato di non aggiungerla, ma accertati piuttosto che la sua voce biografica contenga il template Bio e che i dati anagrafici siano correttamente compilati. Se il template Bio manca, inseriscilo tu stesso o, in alternativa, metti l'avviso {{tmp\|Bio}} che ne segnala la mancanza. Se i dati riportati sono sbagliati, correggi direttamente la voce biografica; le modifiche saranno visibili in questa lista entro pochi giorni. Per chiarimenti vedi il progetto biografie. La lista contiene solo le 260 persone che sono citate nell'enciclopedia e per le quali è stato implementato correttamente il template Bio. Pagina aggiornata al 10 ago 2025. |

- 1º luglio - Tim Abell, attore statunitense
- 1º luglio - Ann Jansson, ex marciatrice svedese
- 1º luglio - Nancy Lieberman, ex cestista e allenatrice di pallacanestro statunitense
- 1º luglio - Fernando Morel, ex rugbista a 15 e allenatore di rugby a 15 argentino
- 1º luglio - Diane Nelson, giocatrice di curling canadese
- 1º luglio - Toshio Okada, regista, produttore cinematografico e scrittore giapponese
- 1º luglio - Louise Penny, scrittrice, giornalista e conduttrice radiofonica canadese
- 1º luglio - Fabrizio Poggi, cantautore e armonicista italiano
- 1º luglio - Božo Vuletić, ex pallanuotista jugoslavo
- 1º luglio - Kenji Yamamoto, compositore giapponese
- 2 luglio - Ubaldo Biagetti, ex calciatore italiano
- 2 luglio - Nebojša Čović, politico e dirigente sportivo serbo
- 2 luglio - Rainer Hasler, calciatore liechtensteinese († 2014)
- 2 luglio - Cindy Kiro, politica neozelandese
- 2 luglio - Chicco Santulli, arrangiatore, chitarrista e compositore italiano
- 2 luglio - Paul Swarbrick, vescovo cattolico britannico
- 2 luglio - Michael Turtur, ex pistard australiano
- 2 luglio - Dang Thai Son, pianista vietnamita
- 3 luglio - Ángel Acebes, politico spagnolo
- 3 luglio - Lorella Bernardoni, cestista italiana († 2020)
- 3 luglio - David Burns, ex cestista statunitense
- 3 luglio - Louis Consalvo, mafioso statunitense
- 3 luglio - Lisa De Leeuw, attrice pornografica statunitense († 1993)
- 3 luglio - Rolando Frazer, ex cestista panamense
- 3 luglio - Charlie Higson, scrittore inglese
- 3 luglio - Juan Antonio Larrañaga, ex calciatore spagnolo
- 3 luglio - Gabriel Martínez, ex calciatore colombiano
- 3 luglio - Rhonny Nilsson, ex calciatore svedese
- 3 luglio - Riccardo Piacentini, compositore, pianista e saggista italiano
- 3 luglio - Aaron Tippin, cantautore statunitense
- 4 luglio - Giuseppe Diana, presbitero e attivista italiano († 1994)
- 4 luglio - Cristina García, scrittrice e giornalista statunitense
- 4 luglio - Elena Horvat, ex canottiera romena
- 4 luglio - Martine Liouche, ex sciatrice alpina francese
- 4 luglio - Deon Meyer, giornalista, scrittore e sceneggiatore sudafricano
- 4 luglio - Leo Müller, politico, avvocato e notaio svizzero
- 4 luglio - Orlando Roa Barbosa, arcivescovo cattolico colombiano
- 4 luglio - Finn Taylor, regista statunitense
- 4 luglio - Carl Valentine, allenatore di calcio e ex calciatore canadese
- 5 luglio - Paul Daniel, direttore d'orchestra inglese
- 5 luglio - Veronica Guerin, giornalista irlandese († 1996)
- 5 luglio - Tzipi Livni, politica e avvocato israeliana
- 5 luglio - Dominique Nicolas, musicista, chitarrista e compositore francese
- 5 luglio - Valerio Piva, dirigente sportivo e ex ciclista su strada italiano
- 5 luglio - Pëtr Sunin, saltatore con gli sci sovietico († 2025)
- 5 luglio - Bill Watterson, fumettista statunitense
- 6 luglio - Luciano Guerrieri, dirigente d'azienda e politico italiano
- 6 luglio - Duško Marković, politico montenegrino
- 6 luglio - Arnaldo Otegi, politico spagnolo
- 6 luglio - Domenico Santoro, attore italiano
- 6 luglio - Jennifer Saunders, comica, attrice e sceneggiatrice britannica
- 7 luglio - Philip Johns, ex calciatore e ex giocatore di calcio a 5 statunitense
- 7 luglio - Michael Marx, schermidore statunitense
- 7 luglio - Michala Petri, flautista danese
- 7 luglio - Abdel Kader Rabieh, cestista egiziano († 2010)
- 7 luglio - Perry Richardson, bassista statunitense
- 7 luglio - Matt Suhey, ex giocatore di football americano statunitense
- 8 luglio - Kevin Bacon, attore statunitense
- 8 luglio - Giosuè Calabrese, politico e dirigente pubblico italiano
- 8 luglio - Jim Campilongo, chitarrista e compositore statunitense
- 8 luglio - Antonino Foti, politico italiano
- 8 luglio - Charles Phillip Richard Moth, vescovo cattolico britannico
- 8 luglio - Wolfgang Schädler, ex slittinista liechtensteinese
- 8 luglio - Michelle Tyler, ex tennista britannica
- 8 luglio - Neetu Singh, attrice indiana
- 9 luglio - Pavol Blažek, ex marciatore slovacco
- 9 luglio - Fernando Braga, scacchista argentino
- 9 luglio - Marcin Michalski, ex cestista polacco
- 9 luglio - Jeannie Pepper, ex attrice pornografica statunitense
- 9 luglio - Marino Riccardi, politico sammarinese
- 9 luglio - Gary Victor, scrittore haitiano
- 9 luglio - Bruce Waibel, musicista statunitense († 2003)
- 10 luglio - Claudio Bernardi, ex bobbista italiano
- 10 luglio - Noureddine Bhiri, politico e avvocato tunisino
- 10 luglio - Lidia Broccolino, attrice italiana
- 10 luglio - John Balthasar Brungardt, vescovo cattolico statunitense
- 10 luglio - Russ Carnahan, politico e avvocato statunitense
- 10 luglio - Silvano Dal Seno, ex cestista italiano
- 10 luglio - Sebastiano Di Caro, ex pallanuotista e allenatore di pallanuoto italiano
- 10 luglio - Clive Efford, politico inglese
- 10 luglio - Béla Fleck, suonatore di banjo e compositore statunitense
- 10 luglio - Francesco Giacobbe, politico italiano
- 10 luglio - Brad Guan, ex tennista australiano
- 10 luglio - Fiona Shaw, attrice e regista teatrale irlandese
- 10 luglio - Ute Thimm, ex velocista tedesca
- 11 luglio - Peter Andersson, ex cestista svedese
- 11 luglio - Michail Lesin, politico russo († 2015)
- 11 luglio - Mark Lester, attore britannico
- 11 luglio - Pietro Pizzuti, attore, drammaturgo e regista italiano
- 11 luglio - Hugo Sánchez, ex calciatore e allenatore di calcio messicano
- 11 luglio - Hank Shermann, chitarrista danese
- 11 luglio - Lúcia Veríssimo, attrice, regista e blogger brasiliana
- 11 luglio - Kirk Whalum, sassofonista e cantautore statunitense
- 12 luglio - Duncan Cole, calciatore neozelandese († 2014)
- 12 luglio - Gabriela Dauerer, pittrice tedesca († 2023)
- 12 luglio - Marco Frittella, giornalista, saggista e conduttore televisivo italiano
- 12 luglio - Alan Irvine, allenatore di calcio e ex calciatore scozzese
- 12 luglio - Valerij Kipelov, cantante russo
- 12 luglio - Ersilia Menesini, psicologa italiana
- 12 luglio - Claretta Muci, giornalista italiana
- 12 luglio - Elio Pacilio, ambientalista italiano
- 12 luglio - Michael Robinson, calciatore irlandese († 2020)
- 12 luglio - Pier Tol, ex calciatore olandese
- 12 luglio - Steve Williams, ex calciatore inglese
- 13 luglio - Umberto Contarello, sceneggiatore e scrittore italiano
- 13 luglio - Alberto Francini, ex judoka sammarinese
- 13 luglio - Luciano Gaudino, ex calciatore italiano
- 13 luglio - Roger L. Jackson, attore e doppiatore statunitense
- 13 luglio - Jill Rankin, ex cestista e allenatrice di pallacanestro statunitense
- 14 luglio - Sajpulla Absaidov, ex lottatore russo
- 14 luglio - Anthony Atala, chirurgo peruviano
- 14 luglio - Leon Boden, attore, regista e doppiatore tedesco († 2020)
- 14 luglio - Carlo Faiello, cantautore, compositore e musicologo italiano
- 14 luglio - Mircea Geoană, politico e diplomatico rumeno
- 14 luglio - Joe Keenan, sceneggiatore, produttore televisivo e scrittore statunitense
- 14 luglio - Jujie Luan, schermitrice cinese
- 14 luglio - Gail Mancuso, regista statunitense
- 14 luglio - Antonio Roccuzzo, giornalista italiano
- 14 luglio - Scott Rudin, produttore cinematografico statunitense
- 14 luglio - José Russo, ex calciatore uruguaiano
- 14 luglio - Roberto Scandiuzzi, basso italiano
- 14 luglio - Rosanna Virgili, scrittrice e biblista italiana
- 15 luglio - Austin Hayes, calciatore irlandese († 1986)
- 15 luglio - Ioan Mang, politico rumeno
- 15 luglio - Francesco Pionati, politico e giornalista italiano
- 15 luglio - Mac Thornberry, politico statunitense
- 15 luglio - Paolo Treu, ammiraglio italiano
- 15 luglio - Elizabeth Yianni-Georgiou, truccatrice britannica
- 16 luglio - Michael Flatley, ballerino statunitense
- 16 luglio - Rafael Madero, ex rugbista a 15 e allenatore di rugby a 15 argentino
- 16 luglio - Juha Malinen, allenatore di calcio finlandese
- 16 luglio - Maurizio Minghella, serial killer italiano
- 16 luglio - Mike Rogers, politico e avvocato statunitense
- 16 luglio - Maurizio Ronco, ex calciatore italiano
- 16 luglio - Bruno Santini, attore e regista italiano
- 16 luglio - Jackie Swaim, ex cestista statunitense
- 16 luglio - Rachel Talalay, regista e produttrice cinematografica statunitense
- 16 luglio - Walter Viganò, allenatore di calcio e ex calciatore italiano
- 16 luglio - Nuno da Silva Gonçalves, presbitero e storico portoghese
- 16 luglio - Sabine de Bethune, politica e avvocata belga
- 17 luglio - Daniele Archibugi, economista, filosofo e scrittore italiano
- 17 luglio - Helmut Krieger, ex pesista polacco
- 17 luglio - Marise Kruger, ex tennista sudafricana
- 17 luglio - Jacques Lemonnier, fumettista francese
- 17 luglio - János Mózner, calciatore e giocatore di calcio a 5 ungherese († 2015)
- 17 luglio - Susan Silver, statunitense
- 17 luglio - Patti Vande, ex giocatrice di curling canadese
- 17 luglio - Wong Kar-wai, regista, sceneggiatore e produttore cinematografico hongkonghese
- 18 luglio - José Moko Ekanga, vescovo cattolico della Repubblica Democratica del Congo
- 18 luglio - Valerio Olgiati, architetto svizzero
- 18 luglio - Nuccio Ordine, storico della letteratura, saggista e critico letterario italiano († 2023)
- 18 luglio - Mario Pavin, ex rugbista a 15 e allenatore di rugby a 15 italiano
- 18 luglio - Bent Sørensen, compositore danese
- 19 luglio - Brad Drewett, tennista e dirigente sportivo australiano († 2013)
- 19 luglio - Denis Dumont, imprenditore e dirigente d'azienda francese
- 19 luglio - Vincenzo Fenili, carabiniere e scrittore italiano
- 19 luglio - Robert Gibson, wrestler statunitense
- 19 luglio - Kazushi Kimura, dirigente sportivo, allenatore di calcio e ex calciatore giapponese
- 19 luglio - Jonathan Lee, cantante, compositore e produttore discografico taiwanese
- 19 luglio - Angharad Tomos, scrittrice e attivista gallese
- 20 luglio - Peter Grigg, ex rugbista a 15 australiano
- 20 luglio - Zoran Kalinić, ex tennistavolista serbo
- 20 luglio - Benni Ljungbeck, ex lottatore svedese
- 20 luglio - Mick MacNeil, cantautore e tastierista britannico
- 20 luglio - Billy Mays, personaggio televisivo statunitense († 2009)
- 20 luglio - Roberto Merlone, chitarrista, compositore e cantante italiano († 2019)
- 20 luglio - Zap Mangusta, scrittore, regista e attore italiano
- 20 luglio - Barbara Rosenkranz, politica austriaca
- 21 luglio - Alessandro Bergonzoni, comico, cabarettista e drammaturgo italiano
- 21 luglio - Giovanni Dall'Orto, giornalista, storico e attivista italiano
- 21 luglio - Thierry Giet, politico belga
- 21 luglio - Andrea Mitri, ex calciatore italiano
- 22 luglio - Iva Bittová, violinista, cantante e compositrice ceca
- 22 luglio - Nicola Gratteri, magistrato e saggista italiano
- 22 luglio - Tatsunori Hara, giocatore di baseball e allenatore di baseball giapponese
- 22 luglio - Sævar Jónsson, ex calciatore islandese
- 22 luglio - Renata Kronberger, ex cestista tedesca
- 22 luglio - Stanislav Leonovič, pattinatore artistico su ghiaccio sovietico († 2022)
- 22 luglio - Anna Lundén, ex cestista svedese
- 22 luglio - Silvana Mura, politica italiana
- 22 luglio - Jaime Pacheco, allenatore di calcio e ex calciatore portoghese
- 22 luglio - Cristina Tomasini, ex mezzofondista italiana
- 22 luglio - David Von Erich, wrestler statunitense († 1984)
- 23 luglio - Piero Ghibaudo, ciclista su strada italiano († 2015)
- 23 luglio - Ken Green, golfista statunitense
- 23 luglio - Frank Mill, calciatore tedesco († 2025)
- 24 luglio - Pascal Breton, produttore televisivo francese
- 24 luglio - Joe Barry Carroll, ex cestista statunitense
- 24 luglio - Roberto Castellano, ex cestista e allenatore di pallacanestro italiano
- 24 luglio - Mick Karn, musicista cipriota († 2011)
- 24 luglio - Jim Leighton, ex calciatore e allenatore di calcio scozzese
- 24 luglio - Bernt Mæland, ex calciatore norvegese
- 24 luglio - Boris Minc, imprenditore russo
- 24 luglio - John Stroeder, ex cestista statunitense
- 25 luglio - Pasquale Angelosanto, generale italiano
- 25 luglio - Niklas Strömstedt, cantautore e chitarrista svedese
- 25 luglio - Alexei Filippenko, astronomo statunitense
- 25 luglio - Pierre Fillon, oculista francese
- 25 luglio - Karlheinz Förster, ex calciatore tedesco
- 25 luglio - István Kiss, allenatore di pallanuoto e ex pallanuotista ungherese
- 25 luglio - Marina Masoni, avvocata, politica e notaia svizzera
- 25 luglio - Thurston Moore, chitarrista, cantante e produttore discografico statunitense
- 26 luglio - Gerard Arpey, statunitense
- 26 luglio - Jesús Barrero, attore e doppiatore messicano († 2016)
- 26 luglio - Nino Buonocore, cantautore italiano
- 26 luglio - Giorgio Canali, cantautore, chitarrista e produttore discografico italiano
- 26 luglio - Monti Davis, cestista statunitense († 2013)
- 26 luglio - Thierry Gilardi, giornalista e rugbista a 15 francese († 2008)
- 26 luglio - Angela Hewitt, pianista canadese
- 26 luglio - Pascal Jolyot, ex schermidore francese
- 26 luglio - Antonio Luongo, politico italiano († 2015)
- 26 luglio - Romy Müller, ex velocista tedesca
- 26 luglio - Ramona Neubert, ex multiplista tedesca
- 27 luglio - Ana Bettz, cantautrice italiana
- 27 luglio - Christopher Dean, pattinatore artistico su ghiaccio britannico
- 27 luglio - Mathieu Faye, ex cestista senegalese
- 27 luglio - Anthony Kosten, scacchista francese
- 27 luglio - Leiz, ex calciatore brasiliano
- 27 luglio - Sergio Pierattini, drammaturgo e attore italiano
- 27 luglio - Fabrice Pierre, arpista e direttore d'orchestra francese
- 27 luglio - Kari Ristanen, ex fondista finlandese
- 27 luglio - Barbara Rudnik, attrice tedesca († 2009)
- 27 luglio - Håkan Sandberg, allenatore di calcio e ex calciatore svedese
- 28 luglio - Mane Cisneros, critica cinematografica spagnola
- 28 luglio - Olindo Cozzio, dirigente sportivo e ex sciatore alpino italiano
- 28 luglio - Terry Fox, maratoneta e attivista canadese († 1981)
- 28 luglio - Michael Hitchcock, attore e produttore televisivo statunitense
- 28 luglio - Pétur Ormslev, allenatore di calcio e ex calciatore islandese
- 28 luglio - Carlos Eduardo Pellegrín Barrera, vescovo cattolico cileno
- 29 luglio - Moreno Conficconi, musicista e compositore italiano
- 29 luglio - Gail Dines, attivista e saggista britannica
- 29 luglio - Dusty Dvorak, ex pallavolista e ex giocatore di beach volley statunitense
- 29 luglio - Imre Garaba, ex calciatore ungherese
- 29 luglio - Marcus Gilbert, attore e produttore cinematografico britannico
- 29 luglio - Mario Giro, politico e diplomatico italiano
- 29 luglio - Marta Maffucci, scenografa italiana
- 29 luglio - Piero Marrazzo, giornalista e conduttore televisivo italiano
- 29 luglio - Alvin Martin, ex calciatore inglese
- 29 luglio - José Montanaro, ex pallavolista brasiliano
- 29 luglio - Bernard Rajzman, ex pallavolista e ex giocatore di beach volley brasiliano
- 29 luglio - Nicola Spieß, ex sciatrice alpina austriaca
- 30 luglio - Guido Barilla, imprenditore e dirigente d'azienda italiano
- 30 luglio - Richard Burgi, attore statunitense
- 30 luglio - Kate Bush, cantautrice, musicista e ballerina britannica
- 30 luglio - Lorenzo Cancian, ex sciatore alpino italiano
- 30 luglio - Ron Essink, ex giocatore di football americano statunitense
- 30 luglio - Neal McCoy, cantante statunitense
- 30 luglio - Lisa Mordente, attrice, ballerina e cantante statunitense
- 30 luglio - Rafael Nickel, ex schermidore tedesco
- 30 luglio - Orlando Pizzolato, ex maratoneta italiano
- 30 luglio - Daley Thompson, ex multiplista e velocista britannico
- 31 luglio - Bill Berry, batterista statunitense
- 31 luglio - Mark Cuban, imprenditore statunitense
- 31 luglio - Nanni De Angelis, attivista e politico italiano († 1980)
- 31 luglio - Ignatius Ayau Kaigama, arcivescovo cattolico nigeriano
- 31 luglio - Andrzej Kostrzewa, ex schermidore polacco
- 31 luglio - Wally Kurth, attore statunitense
- 31 luglio - Amedeo Ricucci, giornalista italiano († 2022)
- 31 luglio - Maurizio Stirpe, imprenditore e dirigente sportivo italiano
- 31 luglio - Giuseppe d'Ippolito, politico italiano